# Ivegill
Ivegill – wieś w Anglii, w Kumbrii, w dystrykcie (unitary authority) Westmorland and Furness. Leży 15 km na południe od miasta Carlisle i 407 km na północny zachód od Londynu.